# 岭南石墓群
岭南石墓群，位于中国广西壮族自治区象州县大乐乡岭南村，为一个省级文物保护单位，类型为古墓葬，为第四批广西壮族自治区文物保护单位，公布时间为1994年7月8日。
岭南石墓群的历史年代为汉。